# Arpitanië (boek)
Arpitanië (oorspronkelijke titel: Harpeitanya) is een boek van Edur Kar (het pseudoniem van Joseph Henriet), uitgegeven in 1971.
Het bevat zijn ideeën over het Franse en Italiaanse cultuur- en taalimperialisme op de Alpijnse bevolking en de noodzaak om hiertegen in verzet te gaan en een vrije etnocratische Arpitaanse staat Harpeitanya te creëren. Edur Kar stelde dat de verdeelde francoprovençaalstalige Alpijnse bevolking behoort tot één Arpitaanse etniciteit met diens gezamenlijke kenmerken, zoals stamverwantschap, taal, cultuur, geschiedenis en de daaraan ontleende normen en waarden.
Het boek gaf in 1972 aanleiding tot de oprichting van de Arpitaanse Beweging.